# Tory Rushton
Tory George Rushton, né le 10 juillet 1979, est un homme politique canadien. Il est député à l'Assemblée législative de la Nouvelle-Écosse et fait partie du caucus progressiste-conservateur.
Tory Rushton est le petit-fils de l'ex-ministre et ex-député George Henley, qui a représenté la circonscription de Cumberland-Ouest de 1963 à 1984.
Tory Rushton est titulaire d'un diplôme du NSCC. Il a été électricien industriel et directeur de la production chez Oxford Frozen Foods et il est pompier volontaire et chef du service d'incendie d'Oxford.
Le 19 juin 2018, il est élu à l'Assemblée législative dans la circonscription de Cumberland-Sud lors d'une élection partielle déclenchée par la démission de Jamie Baillie à la suite d'allégations de comportement inapproprié, . Tory Rushton est réélu aux élections du 17 août 2021.